# Abhaya

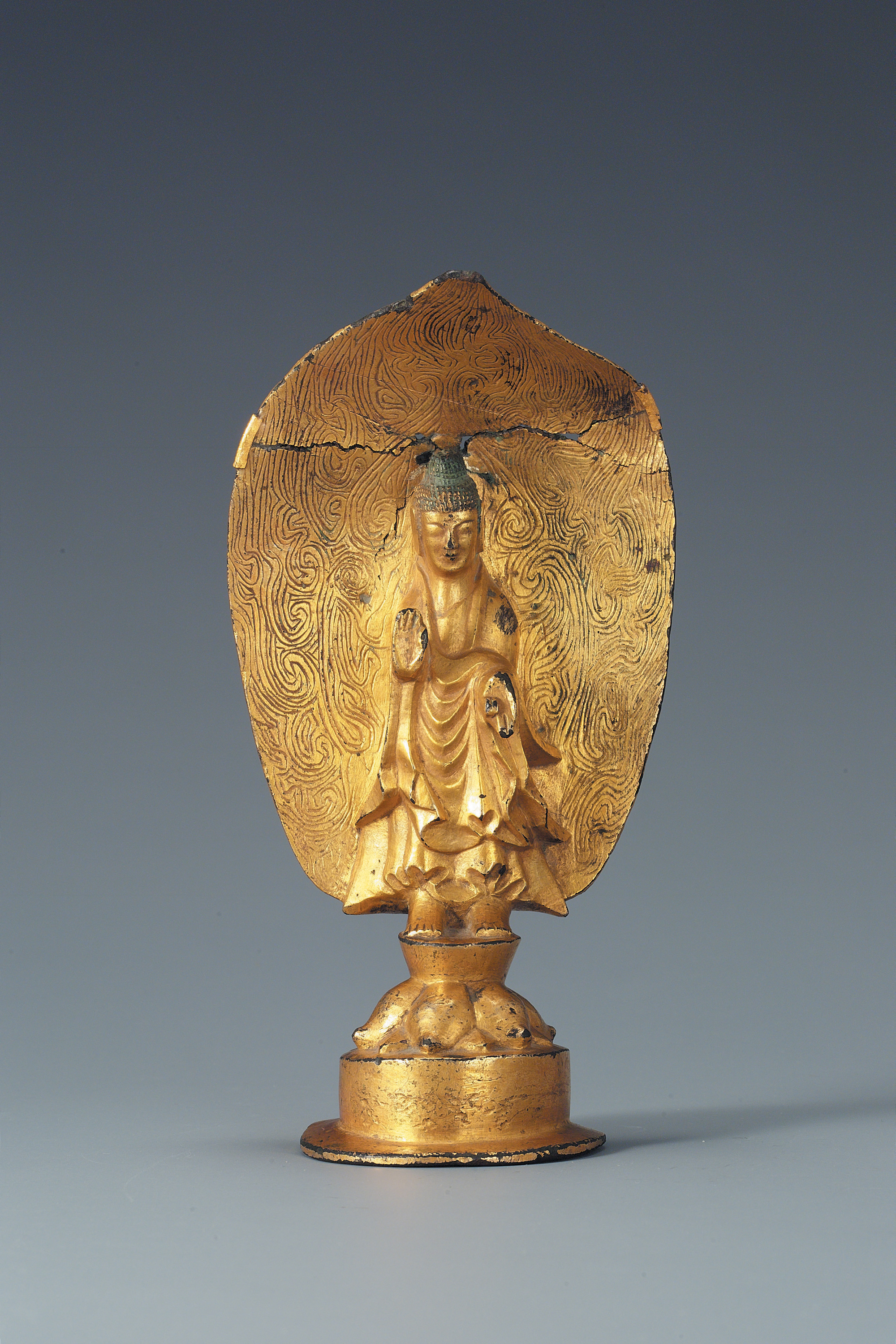
Escultura coreana de Buda. Com a mão siewir, mostra o Abhaya Mudra; com a mão esquerda, mostra o Varada Mudra.

Abhaya é um termo sânscrito que significa "destemor" (sem medo). Ele é um mudrá da iconografia hindu. Este mudrá é representado na escultura de Shiva Nataraja.
Brihadaranyaka Upanishad 1.4.2 diz:

destemor, é uma das virtudes principais, destemor é o fruto da perfeita auto Realização -- ele significa, o redescobrimento da não-dualidade.
Para executá-lo, deve-se colocar a mão esquerda estendida com a palma para dentro e apontando para o chão à frente do peito, e em seguida colocar a mão direita estendida com a palma para fora e apontando para o teto à frente do peito .